# Monastirea Argeșului
"Monastirea Argeșului" ("El monasterio de Argeș") es una poesía popular perteneciente al folclore rumano. Representa una meditación acerca del acto creador y su relación con los poderes espirituales, así como sobre la institución del matrimonio. La obra destaca por la presencia de varios motivos folclóricos : el motivo del muro abandonado, de la construcción que se derrumba cada noche, de la trashumancia, del sueño, del destino, de la mujer emparedada, del pozo. 

## Contenido
El dueño rumano Negru-Vodă baja por la orilla del río Argeș junto con diez maestros en la construcción, de los cuales destaca el Maestro Manole. Su propósito es encontrar un sitio adecuado para edificar un gran monasterio, que serviría para la conmemoración. En su camino se encuentran con un pastor y Negru-Vodă le pregunta si ha visto algún muro sin terminar. El pastor responde que sí ha visto un muro abandonado, y los perros que lo ven se vuelven furiosos y ladran con sonidos funestos. El dueño elige ese lugar para la construcción del monasterio y promete a los maestros que si saldrá bien, a ellos les hará "boieri" (nobles), pero si no conseguirán construir el monasterio morirán encasillados en el fundamento. 
Los maestros empiezan a trabajar, pero cada noche se derrumba todo lo que habían trabajado durante el día. Manole se cansa de trabajar y se pone a dormir y tiene un sueño en el cual "un murmullo desde arriba" le dice que la construcción se derrumbará en cada noche si no será encasillada la primera esposa o hermana que viene a los maestros para traerles comida. Los maestros deciden intentar esto y juran respetar su pacto. 
La mañana siguiente Manole sube sobre el andamio y ve acercándose a su mujer con la comida. Entonces pide a Dios una lluvia grande que hará volver a su mujer de su camino. Dios escucha su rezo y empieza una lluvia, pero no consigue parar a la mujer de Manole. Entonces Manole pide a Dios que haga soplar un viento muy fuerte, pero esto tampoco impide a la mujer. Entonces Manole se ve obligado de encasillar a su mujer, que además estaba embarazada, diciéndole que es solo un juego. Aunque al final su mujer se da cuenta de las intenciones de los maestros y pide la ayuda a su marido, éste, aunque "turbando", continúa su trabajo.
Cuando Negru-Vodă viene a ver lo que habían trabajado los maestros, se queda contento con su trabajo y pregunta a los maestros si podrían construir un monasterio incluso "más hermoso y más luminoso". Estos, menos Manole, responden con gran soberbia que sí y que no hay maestros más grandes que ellos en el mundo, y son por esto castigados a morir sobre los andamios. Entonces intentan construirse alas con chillas de poco peso, pero al intentar volar con ellas, se vienen abajo y mueren. Manole, que todavía puede escuchar los gritos desesperados de su mujer, intenta hacer lo mismo, pero pierde la conciencia y muere de la misma manera que los demás maestros, y ahí donde muere se hace un pozo poco profundo y con agua salada, "un pozo de lágrimas".